# Cathestecum prostratum
Cathestecum prostratum är en gräsart som beskrevs av Jan Svatopluk Presl. Cathestecum prostratum ingår i släktet Cathestecum och familjen gräs. Inga underarter finns listade i Catalogue of Life.